# Alpe de Succiso
El Alpe de Succiso (en italiano, Alpe di Succiso) es una montaña en los Apeninos septentrionales, en concreto en el tramo tosco-emiliano. Se encuentra en el tramo entre el paso de Cerreto y el de Lagastrello, con una altitud de 2017 m s. n. m. Tiene un aspecto piramidal, tallado por diversas gargantas.
Los ríos Secchia y Enza, afluentes por la derecha del río Po, tienen su fuente en el Alpe de Succiso. La montaña forma parte del Parque nacional de los Apeninos tosco-emilianos.

## Referencias

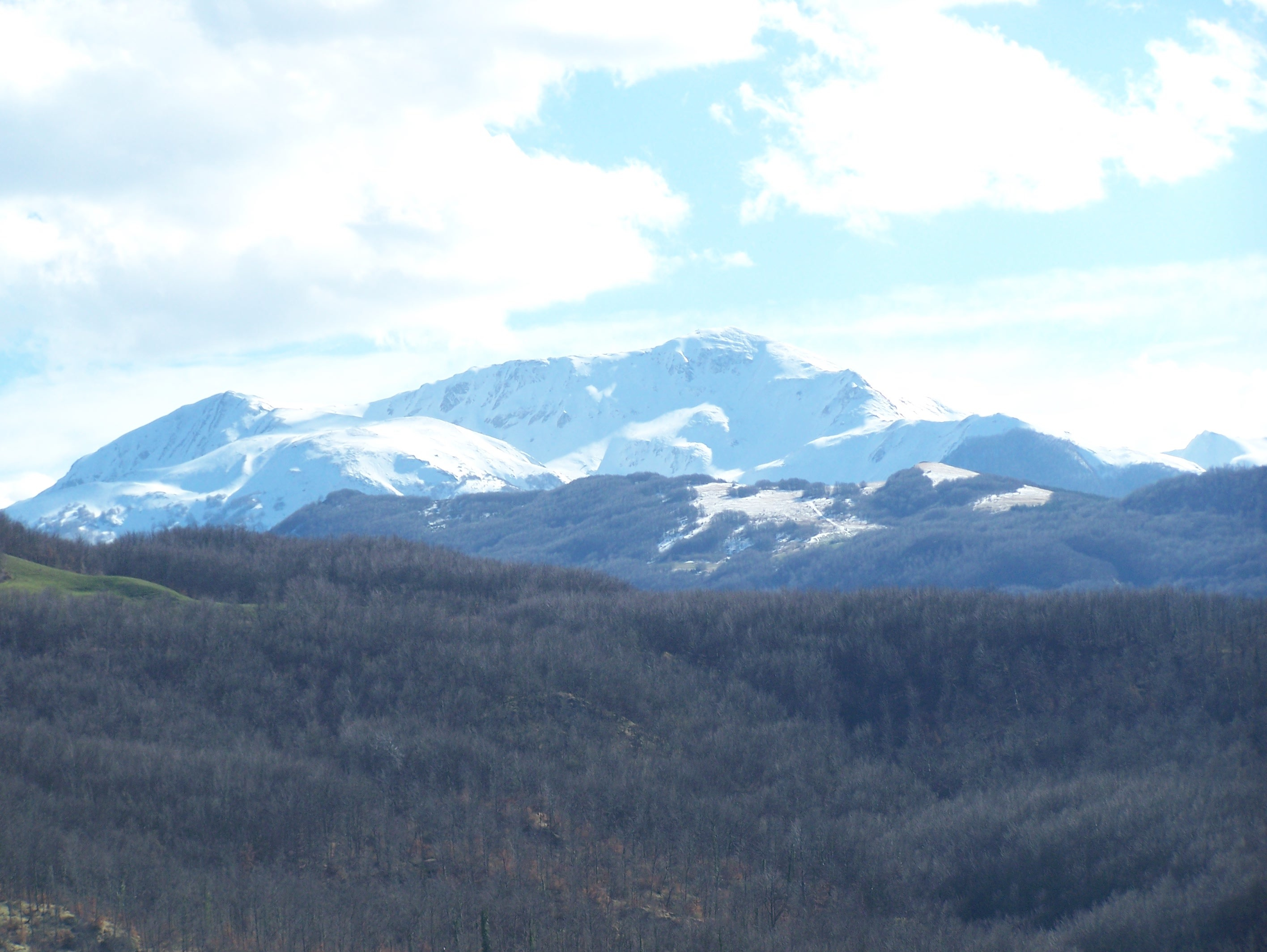
Cara norte del Alpe de Succiso vista desde Valdenza.